# Gonçalo Paciência
Gonçalo Mendes Paciência (Porto, 1 augustus 1994) is een Portugees voetballer die doorgaans als aanvaller speelt. Hij verruilde FC Porto in juli 2018 voor Eintracht Frankfurt. Paciência debuteerde in 2017 in het Portugees voetbalelftal.

## Clubcarrière
Paciência werd geboren in Porto en sloot zich aan in de jeugdacademie van FC Porto. Op 12 januari 2014 debuteerde hij voor FC Porto B in de Segunda Liga tegen Portimonense SC. Op 2 maart 2014 maakte de aanvaller zijn eerste doelpunt in de Segunda Liga tegen CD Tondela. Op 21 januari 2015 debuteerde hij voor het eerste elftal in de Taça da Liga tegen SC Braga. Zijn debuut in de Primeira Liga vierde hij op 25 januari 2015 in een uitwedstrijd tegen CS Marítimo.

## Interlandcarrière
Paciência kwam uit voor diverse Portugese nationale jeugdelftallen. Hij debuteerde op 14 november 2017 in het Portugees voetbalelftal, in een oefeninterland tegen het Amerikaans voetbalelftal (1–1). Zijn tweede interland volgde exact twee jaar later. Daarin maakte hij ook zijn eerste interlanddoelpunt, de 4–0 in een met 6–0 gewonnen EK-kwalificatiewedstrijd thuis tegen Litouwen.

## Trivia
Zijn vader, Domingos Paciência, is een voormalig voetballer die 34 interlands (negen doelpunten) speelde voor Portugal.